# 東紹爾 (加利福尼亞州)
東紹爾（英語：East Shore）是位於美國加利福尼亞州普盧默斯縣的一個人口普查指定地區。

## 地理
東紹爾的座標為40°14′33″N 121°04′38″W / 40.24250°N 121.07722°W，而該地最高點為海拔高度1337米（即4518英尺）。

## 人口
根據2010年美國人口普查的數據，東紹爾的面積為3.064平方千米，均為陸地。當地共有人口156人，而人口密度為每平方千米50人。